# Anagyrus nesticoccus
Anagyrus nesticoccus är en stekelart som beskrevs av Dang och Wang 2002. Anagyrus nesticoccus ingår i släktet Anagyrus och familjen sköldlussteklar. Inga underarter finns listade i Catalogue of Life.